# Yuri Danilochkin
Yuri Milanovich Danilochkin (en russe : Юрий Миланович Данилочкин et en biélorusse : Юрый Міланавіч Данілачкін ; Yury Milanavich Danilachkin) est un skieur alpin biélorusse d'origine russe, né le 22 février 1991 à Léningrad (Saint-Pétersbourg).

## Biographie
Il commence dans les compétitions officielles de la FIS lors de la saison 2006-2007, disputant notamment le Festival olympique de la jeunesse européenne. Aux Championnats du monde junior, il obtient ses meilleurs résultats en combiné avec deux treizièmes places en 2009 et 2010.
Il ne parvient pas à se qualifier pour les Jeux olympiques d'hiver de 2010 au sein de l'équipe russe. Il souhaite aussi ne plus collaborer avec son entraîneur de l'époque qui était sa mère Natalia. Sa requête ayant été refusée, il choisit donc d'opter pour la nationalité biélorusse à
l'été 2010.
Il démarre en Coupe du monde en décembre 2011 à Val Gardena. Il obtient ses premiers points en février 2012 au super combiné de Sotchi (25e).
Aux Jeux olympiques d'hiver de 2014, à Sotchi, il est 31e de la descente, 37e du super G et abandonne sur le slalom géant, le super combiné et le slalom. Lors de l'édition suivante en 2018 à Pyeongchang, il prend le départ des cinq épreuves et les finit toutes, pour un meilleur résultat de 33e place au slalom.
Il compte quatre participations aux Championnats du monde en 2011, 2013, 2017 et 2019 (année de sa retraite sportive), obtenant ses meilleurs classements en super combiné (en 2011, il est 19e et en 2013, il est 20e).

## Palmarès

### Jeux olympiques
| Épreuve / Édition | Sotchi 2014 | Pyeongchang 2018 |
| Descente          | 31e         | 44e              |
| Super G           | 37e         | 42e              |
| Slalom géant      | Abandon     | 54e              |
| Slalom            | Abandon     | 33e              |
| Combiné           | Abandon     | 34e              |

### Championnats du monde
| Épreuve / Édition | Garmisch-Partenkirchen 2011 | Schladming 2013 | Saint-Moritz 2017 | Åre 2019 |
| Descente          | 40e                         | Abandon         |                   | 49e      |
| Super G           | 34e                         | 53e             | 41e               | 46e      |
| Slalom géant      | 51e                         | 43e             | Abandon           |          |
| Slalom            | Abandon                     | 38e             | Abandon           | 55e      |
| Combiné           | 20e                         | 19e             |                   | 42e      |

### Coupe du monde
- Meilleur classement général : 113e en 2012.
- Meilleur résultat : 25e.

#### Classements par saison
| Saison / Épreuve | Saison / Épreuve | Général | Général | Descente | Descente | Slalom | Slalom | Slalom géant | Slalom géant | Super G | Super G | Combiné | Combiné |
| ---------------- | ---------------- | ------- | ------- | -------- | -------- | ------ | ------ | ------------ | ------------ | ------- | ------- | ------- | ------- |
| Saison / Épreuve | Saison / Épreuve | Class.  | Points  | Class.   | Points   | Class. | Points | Class.       | Points       | Class.  | Points  | Class.  | Points  |
| 2012             | 2012             | 135e    | 6       | -        | -        | -      | -      | -            | -            | -       | -       | 39e     | 6       |